# Barraca de Cal Rei
La barraca del Cal Rei, o barraca de Cal llop, o barraca D-12, o barraca Cb-26, és una barraca de vinya situada al municipi de Subirats (Alt Penedès), en un marge elevat de les vinyes de Can Ravella, a l'Ordal.
És una construcció aixecada en pedra seca situada sobre una superfície plana i erma que salva un desnivell, de planta circular i forma troncocònica, de 2,50 m de diàmetre a la base i una alçada màxima de 2,40 m. A diferència d'altres barraques de vinya del terme, a l'interior no presenta cap fornícula. La construcció és de la tipologia de sostre de falsa volta, típic en aquestes edificacions (acostament de filades de pedra seca, sense cap mena de material d'unió, i amb una gran llosa per tapar el sostre). El llindar de la porta està fet, als laterals, amb les mateixes pedres irregulars que conformen la paret de la barraca, mentre que com a llindar superior hi ha una gran llosa. El portal està orientat a l'est, té una alçada de 130 c, una amplada de 60 cm i un gruix de 87 cm. El sostre està cobert de terra amb lliris plantats; les arrels d'aquestes plantes ajuden en la consolidació de la volta de la barraca. Té afegits dos paravents oposats.
Fou construïda per Joan Alemany i Fortuny, que treballava per el Marques de Camps i Olzinelles, propietari de Can Ravella.
Els codis utilitzats en la denominació d'aquesta barraca procedeixen de dos estudis diferents que han intentat sistematitzar la informació sobre aquests elements arquitectònics al terme de Subirats. El primer codi (lletra + número) procedeix d'un estudi realitzat per Araceli Soler i Jaume Rovira. El segon codi (dues lletres + número) correspon a l'estudi realitzat per Crestabocs, Grup de Muntanya d'Ordal. Barraca de Cal Rei o de Cal llop són els noms populars.